# Джеймс Баучер (станція метро)
Джеймс Баучер (болг. Метростанция „Джеймс Баучер“) — станція другої лінії Софійського метрополітену, введено в експлуатацію 31 серпня 2012, Знаходиться під бульваром Джеймс Баучер, названого на честь англійського журналіста, який жив у Болгарії в кінці 19 - початку 20 століття, в районі Лозенець. По бульвару станція отримала свою назву.
Станція двопрогінна глибокого закладення (глибина закладення - 28 м), з береговими платформами (завдовжки- 104 м, завширшки - 4,5 м)
Пересадки
- Т:10
- Приміський автобус:98

## Ресурси Інтернету
Вікісховище має мультимедійні дані за темою: James Bourchier Metro Station
- Sofia Metropolitan [Архівовано 11 липня 2009 у Wayback Machine.]
- More info in Bulgarian [Архівовано 8 жовтня 2012 у Wayback Machine.]
- SofiaMetro@UrbanRail [Архівовано 15 травня 2021 у Wayback Machine.]
- Sofia Urban Mobility Center [Архівовано 22 жовтня 2016 у Wayback Machine.]